# Déchet radioactif
Un déchet radioactif est un déchet qui, du fait du niveau de sa radioactivité, nécessite des mesures de radioprotection particulières. Ces déchets doivent réglementairement faire l'objet d'une caractérisation radiologique (par le producteur de déchets) et d'un contrôle (par le centre de stockage), afin d'assurer que leur stockage est adapté à leur radioactivité éventuelle, et ne crée pas de risque radiologique. Le cas échéant, dans de nombreux pays, des « déchets nucléaires » sans radioactivité significative peuvent être « libérés » après contrôle, pour être traités comme des déchets d'activités économiques de même type.
La plus grande partie des déchets radioactifs provient de l'industrie nucléaire qui utilise et génère des matières radioactives dans les différentes étapes du cycle du combustible nucléaire. Les déchets radioactifs proviennent également de la médecine nucléaire, d'industries non nucléaires (extraction des terres rares par exemple), de l'utilisation passée d'éléments radioactifs (paratonnerres à l'américium, etc.) ou encore des usages militaires de l'énergie nucléaire (fabrication d'armes atomiques en particulier).
Le terme générique de « déchets radioactifs » recouvre des substances de natures très variées. Ils se distinguent principalement par leur activité : les déchets de « haute activité », cendres du combustible nucléaire, sont plus d'un milliard de fois plus radioactifs que les déchets de « faible activité », dont la radioactivité est en dose moins importante et la période des éléments plus courte. Ils se distinguent également par leur période radioactive. Certains radionucléides dits « à vie courte » subissent une extinction naturelle de leur radioactivité à l'échelle de quelques années. D'autres dits « à vie longue » imposent une gestion à long terme, voire très long terme des déchets dont la durée de vie se compte en millions d'années. Ils se distinguent enfin par leur état (solide, liquide, gazeux) et leur composition chimique.
Le traitement de ces déchets doit permettre de maîtriser le risque radiologique qu'ils peuvent représenter, et peut conduire à différentes stratégies. Le confinement a pour but de les isoler de l'environnement humain pendant une période de temps suffisamment longue pour que toute diffusion ultérieure de radionucléides n'occasionne pas un risque radiologique inacceptable, même à longue échéance. La dispersion dans l'environnement (sous forme d'effluents liquides ou gazeux et dans des limites d'activité et de concentration d'activité strictement contrôlées) n'est possible que pour des rejets de faible activité, ou pour des isotopes peu radio-toxiques et à vie courte.

Production de déchets de la filière électronucléaire

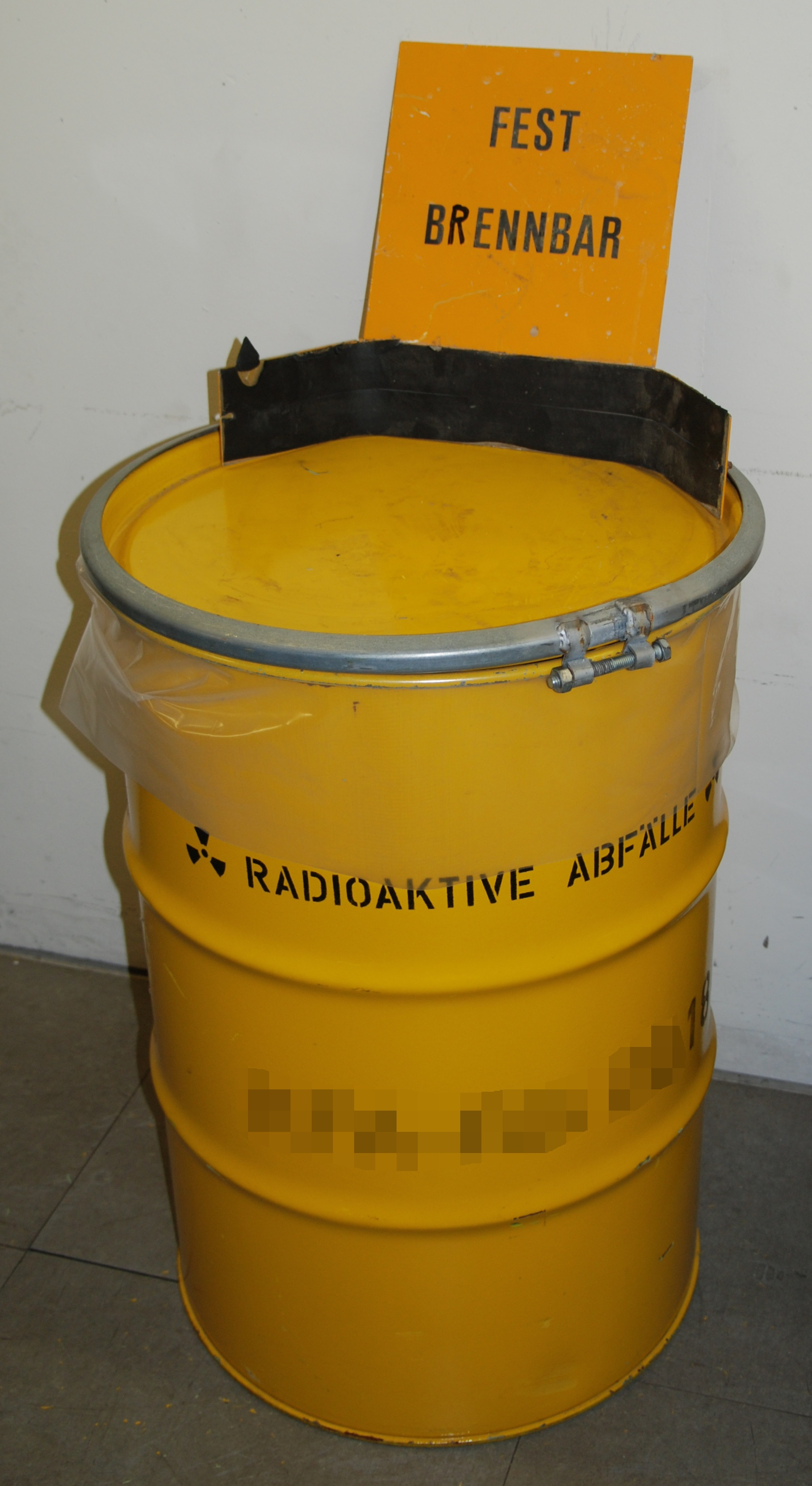
Fût jaune utilisé pour des déchets à très faible activité

Les nombreuses utilisations des propriétés de la radioactivité produisent, depuis le début du XXe siècle, des déchets radioactifs. Ils proviennent aujourd’hui pour l'essentiel des centrales de production d’électricité, des usines de traitements des combustibles usés et des autres installations nucléaires civiles et militaires qui se sont développées au cours des dernières décennies. Les laboratoires de recherches et les services de médecine nucléaire contribuent aussi, à un degré moindre, à la production des déchets radioactifs, de même que certaines industries utilisant des matières radioactives ou employant des sources radioactives.

## Nature et classification

### Définition
Selon la définition de l'Agence internationale de l'énergie atomique (AIEA), un déchet radioactif est « toute matière pour laquelle aucune utilisation n'est prévue, et qui contient des radionucléides en concentrations supérieures aux valeurs que les autorités compétentes considèrent comme admissibles dans des matériaux propres à une utilisation sans contrôle ». En France, un déchet radioactif est une matière radioactive ne pouvant être réutilisée ou retraitée (dans les conditions techniques et économiques du moment).
Ne sont considérés, au sens juridique, comme « déchets radioactifs » que les seuls déchets ultimes. De ce fait, des substances radioactives déjà utilisées ne sont pas nécessairement considérées comme des déchets, mais peuvent être comptabilisées comme des matières valorisables, quand elles peuvent faire l'objet d'une utilisation industrielle future (par exemple, l'uranium de retraitement, l'uranium appauvri ou le combustible usé).
D'autre part, un déchet n'a légalement le caractère « radioactif » que s'il nécessite des dispositions de contrôle de radioprotection : une substance dont la radioactivité est suffisamment faible peut ne pas entrer dans la catégorie de « déchet radioactif » si sa radioactivité est suffisamment faible, ou suffisamment diluée (par rapport aux critères de la CIPR). Ainsi, d'une manière générale, les rejets d'effluents radioactifs liquides ou gazeux (tritium, carbone 14...) ne sont pas considérés comme des déchets radioactifs si leur activité ne dépasse pas les limites autorisées (variables selon les états et les époques), et est considérée comme suffisamment faible pour qu'aucune mesure de radioprotection ne soit nécessaire. De même, en France, un arrêté (qui a fait l'objet d'un avis défavorable de l'Autorité de sûreté nucléaire) précise les conditions de dérogation pour l'utilisation de rebuts faiblement radioactifs dans la fabrication des produits de grande consommation, les matériaux de construction inclus.

### Classification des produits radioactifs

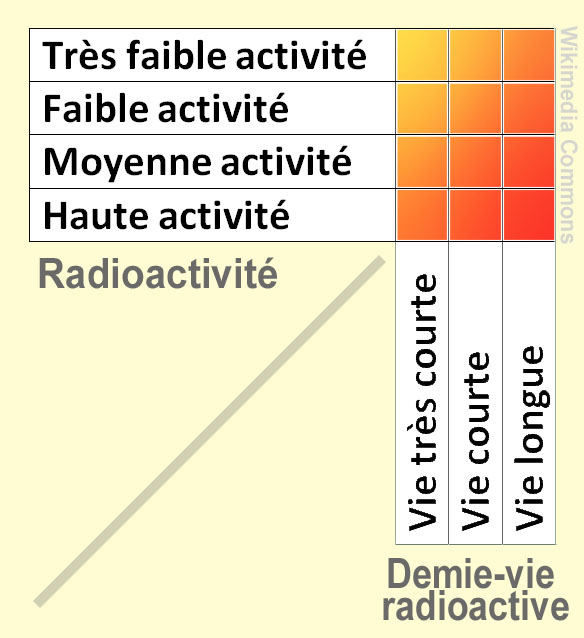
Critères retenus pour la classification des déchets radioactifs en France, et par suite pour leur gestion.

Le système de classification des déchets radioactifs ne dépend pas directement de la façon dont sont générés les déchets. Ils sont classés notamment selon les deux critères suivants :
- le niveau de radioactivité, qui conditionne la dangerosité des produits ;
- la durée de leur activité radioactive, qui peut être calculée à partir de leur période radioactive et qui définit la durée de nuisance.

La classification suivant l'activité reflète les précautions techniques qu'il est nécessaire de prendre en termes de radioprotection ; l'activité reflétant à la fois l'activité intrinsèque du radionucléide (son activité massique) et son taux de dilution dans le produit considéré. Un déchet est dit :
- de très faible activité (TFA), si son niveau d'activité est inférieur à cent becquerels par gramme (ordre de grandeur de la radioactivité naturelle) ;
- de faible activité (FA), si ce niveau est compris entre quelques dizaines de becquerels par gramme et quelques centaines de milliers de becquerels par gramme (dont la teneur en radionucléides est suffisamment faible pour ne pas exiger de protection pendant les opérations normales de manutention et de transport[2]) ;
- de moyenne activité (MA), si ce niveau est d'environ un million à un milliard de becquerels par gramme (1 MBq/g à 1 GBq/g) ;
- de haute activité (HA), si ce niveau est de l'ordre de plusieurs milliards de becquerels par gramme (GBq/g, niveau pour lesquels la puissance spécifique est de l'ordre du watt par kilogramme, d'où la désignation de déchets « chauds »). La « haute activité » n'a pas de limite supérieure, les plus actifs des déchets radioactifs, les produits de fission, peuvent avoir une activité d'une classe encore supérieure, se comptant en térabecquerels par gramme (TBq/g).

Ainsi, il y a sensiblement un facteur mille d'une catégorie à l'autre, l'activité se comptant respectivement en kilobecquerels par gramme (FA), mégabecquerels par gramme (MA) et gigabecquerels par gramme (HA).
La radiotoxicité des différents radio-isotopes peut varier sur plusieurs ordres de grandeur, mais se compte typiquement en microsieverts par kilobecquerels. En dehors des éléments très radiotoxiques, il faut donc ingérer des quantités de l'ordre du kilogramme pour conduire à des expositions dépassant le seuil réglementaire du millisievert avec des produits de faible activité (kBq/g), ce qui est généralement irréaliste. Inversement, l'activité de produits à haute activité (HA) est généralement suffisante pour provoquer des brûlures si on y reste trop longtemps exposé.
La classification se fait également sur la base de la période radioactive. Les déchets sont qualifiés de :
- à vie très courte, si leur période est inférieure à 100 jours (ce qui permet de les gérer par décroissance radioactive pour les traiter après quelques années comme des déchets industriels normaux) ;
- à vie courte (VC), si leur radioactivité provient essentiellement de radionucléides qui ont une période de moins de 31 ans (ce qui assure leur disparition à une échelle historique de quelques siècles) ;
- à vie longue (VL), s'ils contiennent une importante quantité de radionucléides dont la période dépasse 31 ans (ce qui impose une gestion du confinement et de la dilution compatible avec des échelles de temps géologiques).

D'une manière générale, au bout de dix fois la demi-vie d'un radionucléide, son activité a été divisée par 1 024, ce qui le fait passer d'une catégorie d'activité à l'autre. Ainsi, au bout de 310 ans, des déchets « Moyenne activité-vie courte » n'ont plus qu'une activité de type « Faible activité-vie courte » ; et trois siècles supplémentaires les feront passer dans la catégorie « très faible activité ». En revanche, pour des produits contenant du plutonium (demi-vie de 24 110 ans) le passage d'une catégorie à l'autre prend 241 000 ans), ce qui rend irréaliste toute gestion historique de tels déchets.
D'autres critères de classification font intervenir la dangerosité chimique et la nature physico-chimique des déchets. Des radioisotopes seront d'autant plus dangereux qu'ils sont fortement radiotoxiques, qu'ils présentent une toxicité chimique, et qu'ils peuvent passer facilement dans l'environnement (le plus souvent en solution dans l'eau).

### Radioactivité naturelle et radioactivité artificielle
La radioactivité a été découverte en 1896 par Henri Becquerel, lorsqu'il a constaté l'émission spontanée par l’uranium de rayons invisibles, pénétrants, qui impressionnaient les plaques photographiques et rendaient l'air conducteur. En 1898, Pierre et Marie Curie découvrent dans le minerai d'uranium deux autres corps, dont l'émission est beaucoup plus puissante : le polonium, puis le fameux radium. Ils donnèrent alors à ce phénomène le nom de radioactivité. tous les trois recevront le prix Nobel en 1903.
En 1934, Irène et Frédéric Joliot bombardent une mince plaque d'aluminium avec des α émis par une source de polonium. Ils observent un rayonnement et la formation de phosphore et de silicium. C'est la découverte de radioactivité artificielle, qui leur vaudra également le prix Nobel en 1935. À leur suite, les chercheurs vont irradier les noyaux connus avec des rayonnements divers, et produire un grand nombre de noyaux radioactifs « artificiels ».
Qu'ils soient « naturels » ou « artificiels », les atomes radioactifs émettent les mêmes rayonnements, avec des effets identiques sur les tissus vivants. On s'en protège de la même façon : en gardant ses distances, en limitant la durée d'exposition, ou en interposant un écran approprié.

### Gestion des différentes catégories de déchets

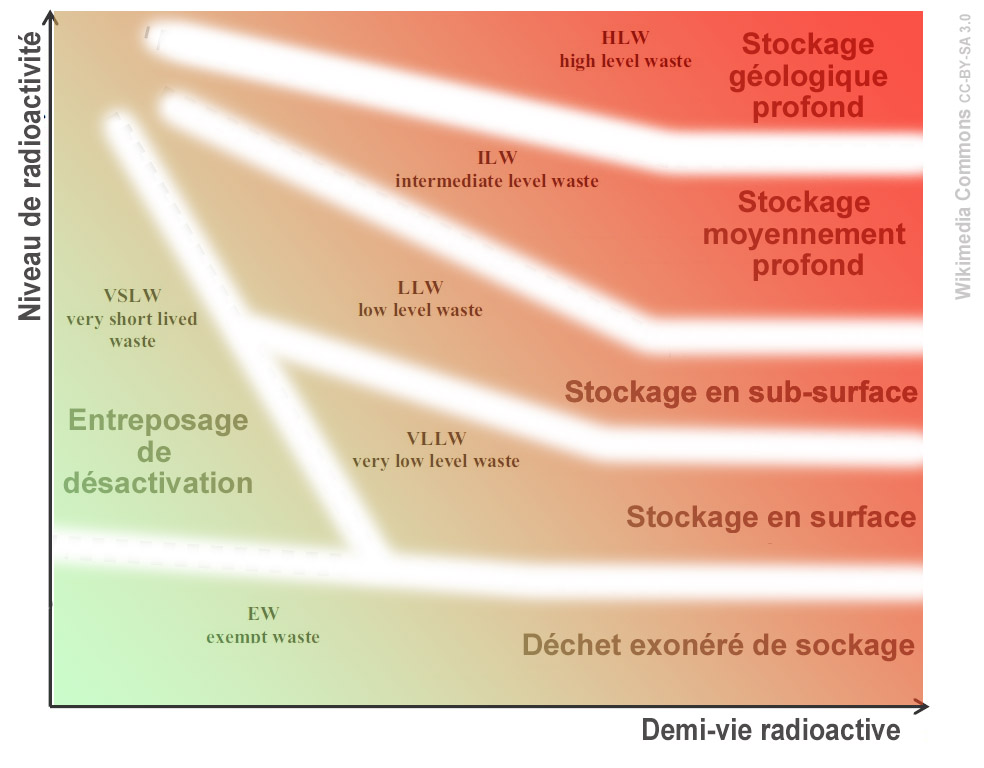
Schéma de classification de déchets et de leur gestion selon la durée de vie radioactive et l'intensité de radioactivité.

En France, à partir des critères internationalement reconnus, différents types de déchets ont été définis par l'Autorité de sûreté nucléaire, chacun nécessitant une gestion différente :
- les déchets radioactifs qui nécessitent des mesures de protection élaborées et spécifiques sont les déchets de haute activité et à vie longue (HAVL). Ils sont principalement issus du combustible usé des centrales nucléaires. Leur radioactivité reste notable pendant des centaines de milliers, voire millions d'années (mais pas à un niveau « hautement radioactif » sur toute cette période). L'option de gestion actuellement retenue est le confinement géologique. Une fois enfouis, ces déchets restent in situ des HA-VL pendant une longue durée : le fait d'être sous terre ne change pas leur nature, ils se transforment en déchets 'MA' progressivement. La nature de la « barrière » (conditionnement, évolution des couches géologiques), plus ou moins sûre sur la longue durée, est l'élément de sécurité à évaluer pour définir le niveau de protection ;
- les déchets à faible et moyenne activité et à vie courte représentent des volumes beaucoup plus importants, mais les problèmes qu'ils posent sont beaucoup plus classiques. Ce sont principalement les déchets technologiques (gants, combinaisons, outils, etc.) qui ont été contaminés pendant leur utilisation en centrale ou dans une installation du cycle. Ils doivent être gérés de manière à protéger les populations présentes et futures de la radiotoxicité des substances qu'ils contiennent ; mais étant « à vie courte », la radioprotection qu'ils imposent ne dépasse pas 300 ans, et peut être gérée à échelle historique. Au-delà, cette gestion n'est pas fondamentalement différente de celle de déchets d'activités économiques contenant des produits chimiques toxiques, comme des déchets contaminés au mercure ou au plomb, dont la toxicité chimique est éternelle ;
- les déchets dits à « très faible activité » (TFA) n'ont la plupart du temps pas de radioactivité significativement différente de la radioactivité ambiante : ce sont des déchets banals, industriels ou ménagers (gravats, appareillages, consommables, tenues de protection...) qui ont été produits dans des zones en contact avec des produits radioactifs, et sont de ce fait susceptibles d'être marqués par des traces de radioactivité. Ils ne sont pratiquement pas radioactifs, et les volumes attendus sont beaucoup plus importants que ceux des autres catégories. De nombreux pays acceptent des « seuils libératoires » sur la radioactivité effective, en dessous desquels les déchets peuvent être traités dans des filières classiques ; la France présente la singularité de ne pas avoir de seuil libératoire, et d'imposer une filière spécifique à ces déchets TFA[7].

| Nature | Volume produit (x1 m3) 2019 | (%)  | Part de la radioactivité totale (%) |
| ------ | --------------------------- | ---- | ----------------------------------- |
| HA     | 4 090                       | 0,2  | 94,9                                |
| MA-VL  | 42 700                      | 2,9  | 4,9                                 |
| FA-VL  | 93 600                      | 5,9  | 0,14                                |
| FMA-VC | 961 000                     | 59,6 | 0,03                                |
| TFA    | 570 000                     | 31,3 | 0,0001                              |
| DSF    | 620                         | --   | non décomptés                       |

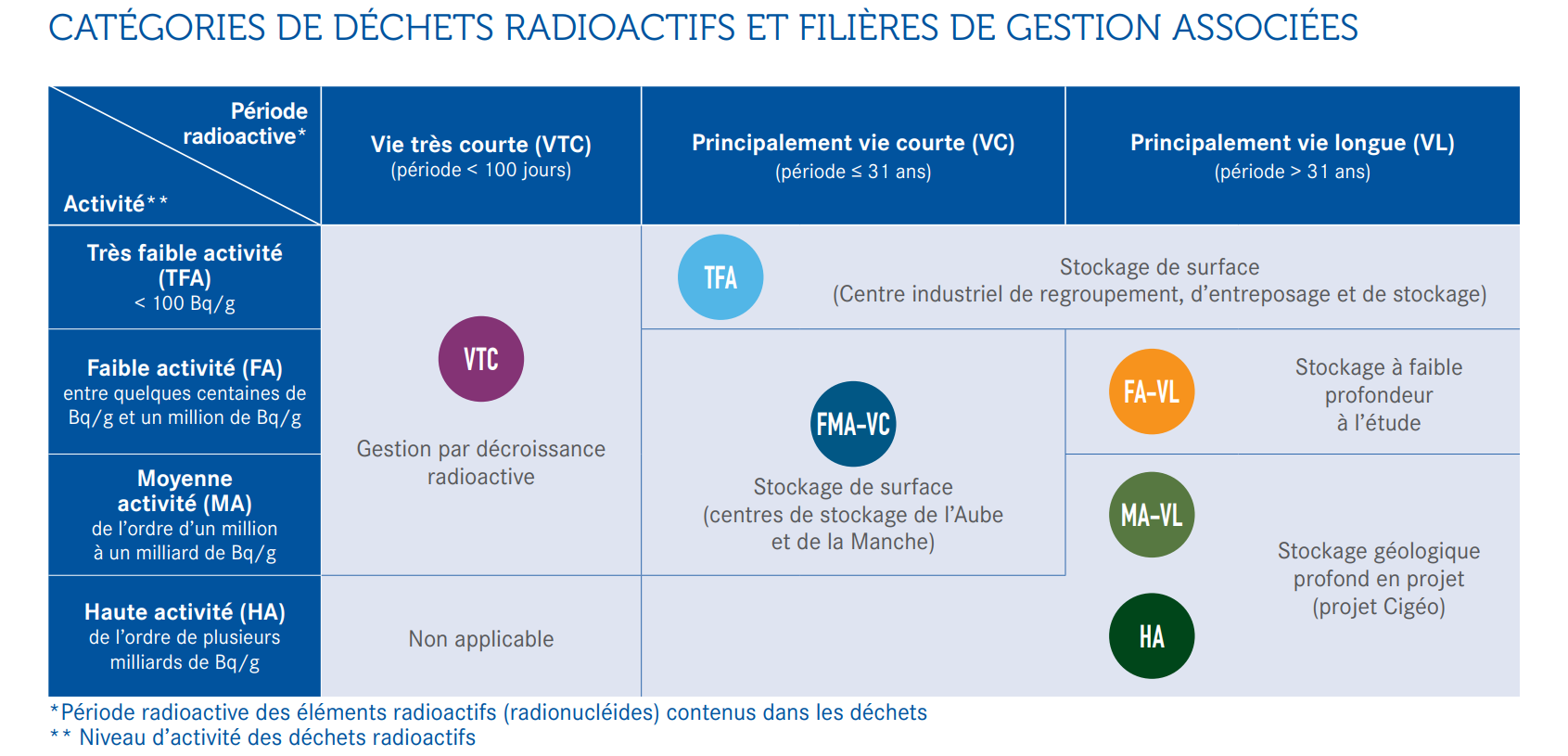
Catégories de déchets radioactifs et filières de gestion associées - ANDRA.

Les déchets HA et MA-VL, pour lesquels est envisagé le stockage des déchets radioactifs en couche géologique profonde, concentrent la quasi-totalité de la radioactivité (plus de 99,9 %) mais ne représentent qu'une faible part en volume (de l'ordre de 3,2 %).
Les déchets nucléaires (ainsi que les métaux lourds vers lesquels ils évoluent) sont pris en compte au titre de Chemical pollution and the release of novel entities  (« Pollution chimique et le rejet de nouvelles entités ») dans le cadre des limites planétaires, reconnues par la France.

### Les utilisations de la radioactivité
Les interactions entre les rayonnements ionisants et la matière sont nombreuses et variées, par conséquent, de nombreuses applications existent :
- en géologie et archéologie, certains radionucléides, comme le carbone 14, sont utilisés à des fins de datation. L'analyse de cet émetteur béta permet de remonter avec précision à la mort d'un organisme vivant si celle-ci s'est produite il y a moins de cinquante mille ans ;
- en imagerie médicale et la radiothérapie ; l'usage des isotopes radioactifs à des fins de santé publique permet le diagnostic précoce de nombreuses maladies et la prévention de centaines de milliers de décès prématurés. En radiothérapie, les tumeurs sont irradiées par des rayons gamma à des doses conduisant à la destruction des cellules cancéreuses ;
- en agronomie et agroalimentaire, la radioactivité est utilisée pour la conservation des aliments par une irradiation qui permet de détruire les insectes dans les denrées stockées ou les micro-organismes dans les œufs ou la viande ;
- dans l'industrie, on utilise des sources de rayonnements pour le contrôle de la qualité des pièces fabriquées[11].

## Production et origine

### Résidus des mines d'uranium

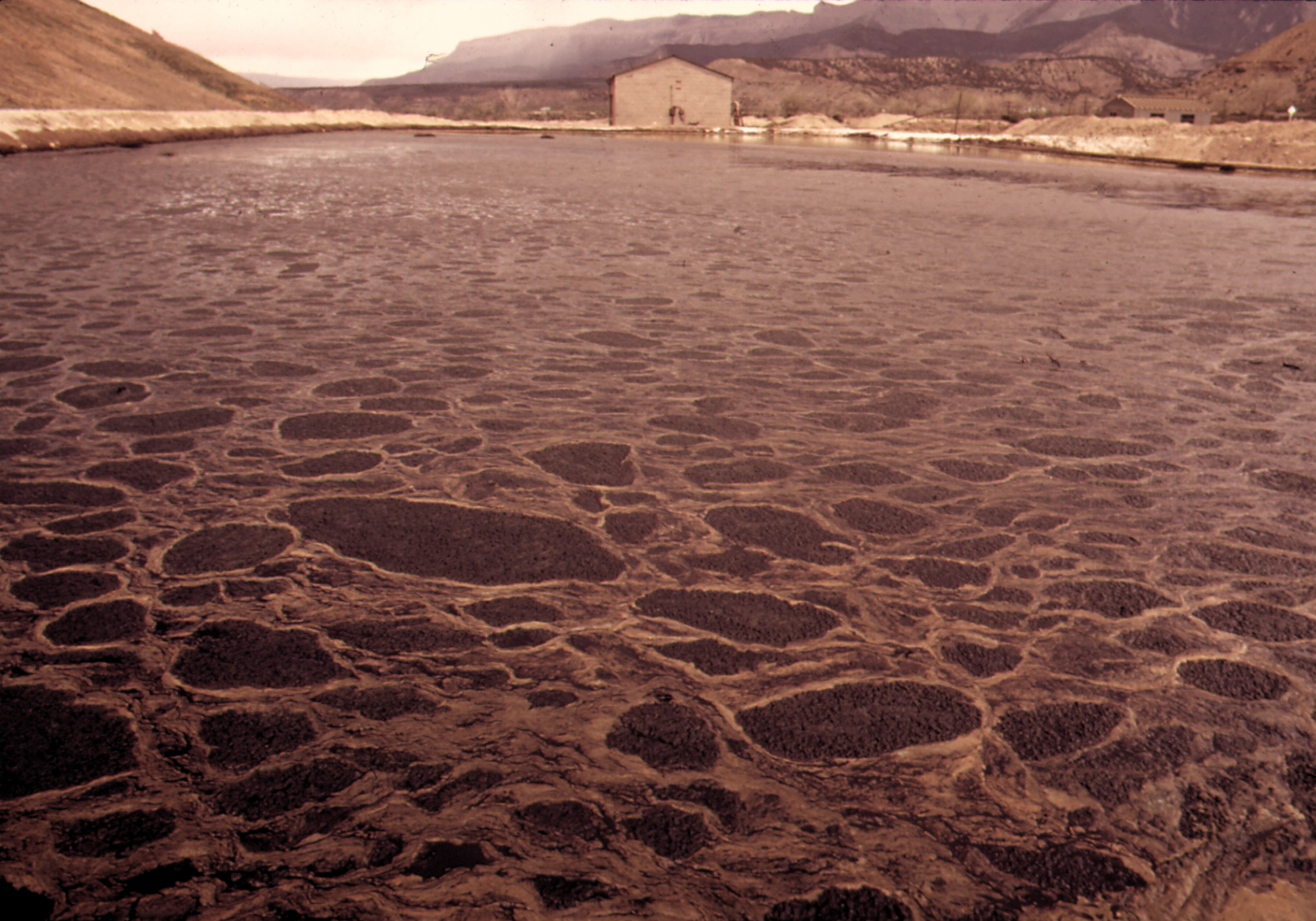
Décantation de résidus de traitement miniers au Colorado.

Les résidus des mines d'uranium sont de deux types : Les stériles miniers (non exploités), et les résidus de traitement (dont l'uranium a été extrait).
Les stériles miniers sont extraits, mais non exploités, parce qu'ils présentent une teneur en uranium négligeable, ou insuffisante pour qu'une exploitation soit économiquement rentable. Ces stériles ont une « teneur de coupure » qui dépend des conditions économiques (en particulier, du cours de l'uranium), mais qui restent typiquement de l'ordre de un pour mille. Ces stériles non exploitables ont donc une radioactivité au plus de l'ordre de 100 Bq/g, ce qui est la radioactivité moyenne des cendres de charbon. Ils sont généralement laissés en tas, ou peuvent être utilisés comme matériaux de remblais : leur radioactivité est très sensiblement supérieure à celle de roches usuelles (le granite naturel a une radioactivité de l'ordre de 1 becquerel par gramme, due à la présence d’uranium, de l’ordre de 10 ppm), et est facilement détectable, mais l'exposition supplémentaire induite par cette radioactivité reste largement en deçà du seuil réglementaire de un mili-sievert par personne et par an, et n'entraîne pas d'incidence sanitaire statistiquement détectable.
Les résidus de traitement miniers correspondent aux minerais riches, dont a été extrait l'uranium. Ces résidus contiennent encore des traces d'uranium, mais surtout l'ensemble des éléments de la chaîne de désintégration des uranium 235 et 238. Ces résidus contiennent donc des déchets à vie longue : du thorium 230 (75 000 ans), du radium 226 (1 600 ans) et du protactinium 231 (32 700 ans). Ils contiennent à l'état de traces l'ensemble des éléments de la chaîne radioactive aval, qui emporte 80 % à 90 % de la radioactivité initiale du minerai (laquelle peut être importante).
Ces résidus de traitement miniers peuvent présenter trois types de problème pour la radioprotection :
- l'eau de drainage ou de nappe phréatique peut entraîner des radionucléides par lixiviation, et devenir non potable du fait de sa radiotoxicité. Cette problématique est relativement facile à maîtriser : les radionucléides étant le plus souvent fixés dans les argiles résultant du traitement, l'entraînement par les aquifères est de toute manière marginal. À titre préventif, les résidus de traitement sont en principe stockés et recouverts de manière à minimiser la lixiviation, et la surveillance des anciens sites miniers comprend souvent une surveillance des radionucléides dans les eaux de résurgence susceptibles d'avoir traversé les résidus ;
- des poussières radioactives peuvent s'envoler, et contaminer les habitants par voie respiratoire. Cette voie de contamination est extrêmement marginale, et n'a une incidence éventuelle que pendant l'exploitation, durant laquelle la radioprotection des ouvriers sera de toute manière dimensionnante par rapport à celle de la population locale. En fin d'exploitation, une couverture sur les résidus de traitement stabilise ces poussières ;
- les résidus de la chaîne de désintégration de l'uranium 238 contiennent du thorium 230 et du radium 226, qui produisent en continu du radon 222. Si la couverture sur les résidus est suffisante et reste étanche, ce radon reste piégé, et ne présente pas de danger particulier. En revanche, si la zone se construit (y compris après des milliers d'années) en perturbant la couverture, les bâtiments peuvent piéger le radon et conduire à des teneurs supérieures à 1 000 Bq/m3, justifiant la mise en place de mesures de réduction de la teneur en radon : c'est le principal risque à long terme, parce que la mémoire de la présence de résidus miniers peut s'être perdue entre-temps.

Par ailleurs, indépendamment de ce problème de radioprotection, les stériles ou résidus miniers peuvent poser des problèmes de toxicité chimique, quand l'uranium est présent avec d'autres produits par ailleurs toxiques (plomb, arsenic...).

### Sous-produits de l'enrichissement

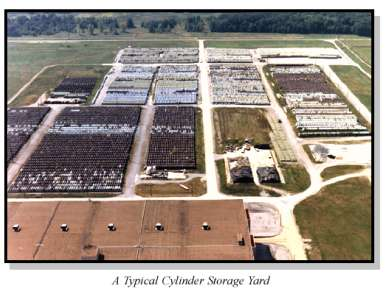
Stockage de conteneurs d'hexafluorure d'uranium appauvri.

La majorité des réacteurs modernes fonctionnent avec de l'uranium enrichi. S'il y a enrichissement de l'uranium d'une part, il reste de l'uranium appauvri d'autre part : l'enrichissement produit des quantités importantes d'uranium appauvri, les « queues » du retraitement, qui (sauf précision contraire du contrat d'enrichissement) reste la propriété de l'enrichisseur. Les pays qui ont une industrie d'enrichissement de l'uranium ont donc d'importants stocks d'uranium appauvri non utilisé (États-Unis, France, Royaume-Uni, Russie). C'est cet uranium appauvri qui est utilisé pour la fabrication du combustible MOX, qui est un mélange d'oxyde d'uranium appauvri et du plutonium issu lui-même du retraitement des combustibles usés. C'est aussi cet uranium appauvri, qui sert à la fabrication de certains obus capables de transpercer les blindages. Il ne faut pas le confondre avec l'uranium de retraitement (URT), qui est également de l'uranium appauvri récupéré à l'occasion du retraitement des combustibles usés (pour 100 t retraitées, environ 96 t d'URT, 1 % de plutonium et 3 à 4 % de déchets ultimes vitrifiés).
Les usines d'enrichissement peuvent également faire du ré-enrichissement. Le ré-enrichissement peut prendre deux formes :
- lorsque le coût de l'énergie devient moindre que le coût du minerai, l'uranium appauvri peut lui-même être ré-enrichi : par exemple, un uranium appauvri à 0,45 % pourra être ré-enrichi à 0,72 % (pour être utilisé en substitut d'uranium naturel), créant des « queues » encore plus appauvries (par exemple, 0,35 %) ;
- de même, l'uranium de retraitement est également appauvri par son passage en réacteur (à des taux de l'ordre de 1 %), et doit être ré-enrichi pour pouvoir être utilisé dans des centrales PWR. Cependant, la manipulation de cet uranium est rendue délicate par la présence de produits de fission tels que le technétium, l'uranium 232, et quelques transuraniens[14]. Actuellement, seule l'usine russe de Seversk a la capacité de ré-enrichir cet uranium de retraitement[15]. À terme, ce sera également le cas de la future usine Georges-Besse II.

L'uranium appauvri est, pour la plus grande part, entreposé en l'attente d'une valorisation ultérieure, car est constitué d'uranium 238, isotope fertile susceptible de produire du combustible nucléaire dans des filières à surgénérateur, dont l'emploi est prévu avec les réacteurs de quatrième génération à l'horizon 2050. Ayant des utilisations prévues dans l'industrie nucléaire, l'uranium appauvri n'est pas considéré comme un « déchet nucléaire », que ce soit juridiquement ou économiquement. Cependant, cette utilisation n'est prévue qu'à moyen ou long terme, et dans l'immédiat, l'uranium appauvri est simplement entreposé. Par ailleurs, l'uranium appauvri est également utilisé dès à présent dans la fabrication du combustible MOX pour les REP ou les RNR, et à d'autres utilisations quantitativement marginales (obus, lests...).
Le caractère valorisable ou non de ces stocks fait l'objet de polémiques de la part d'associations écologistes, qui considèrent que « si l’uranium retraité n’est pas nécessaire, il doit être éliminé comme déchet radioactif », et que « les contrats cités dans « L'exutoire Russe » sont en violation claire de la loi russe, et selon cette législation les déchets d’uranium devraient être renvoyés dans les pays clients dans leur totalité »,.

### Déchets radioactifs de la production électronucléaire

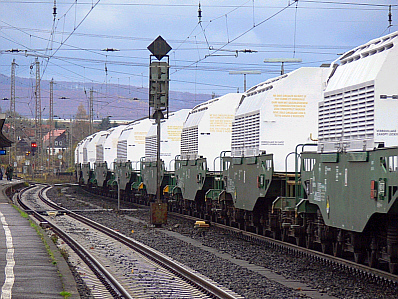
Train évacuant des combustibles irradiés en containers Castor.

Une partie importante des combustibles usés issus des réacteurs électrogènes ne sont pas à proprement parler des déchets au sens de la définition du terme car valorisables pour partie (cf ci-après le point « Valorisation du combustible des réacteurs électrogènes »).
Les déchets radioactifs de la production électronucléaire peuvent être regroupés dans les cinq catégories :
- les produits de fission proprement dits, et les actinides mineurs (pour environ 3,5 % de la masse des produits de fission), qui forment des déchets à très haute activité (HA) et à vie longue ; on les appelle aussi « déchets de type C » ;
- les structures métalliques des éléments combustibles ; on les appelle aussi « déchets de type B » ;
- les déchets résultant de l'exploitation du réacteur (gants usagés, solvants de nettoyage…), généralement de très faible activité ; on les appelle aussi « déchets de type A » ;
- le tritium, qui présente la particularité d'être en tout ou partie rejeté dans l'atmosphère. Un réacteur de 900 MWe rejette de l'ordre de 10 TBq/an (soit 0,03 g/an) ;
- les produits d'activation dans les matériaux de construction, qui seront à éliminer lors du démantèlement, de faible à très faible activité en dehors de la cuve du réacteur.

Ces déchets sont souvent très lourds (plutonium, uranium, plomb), ce qui impose des précautions particulières pour leur manipulation, mais certains sont très légers (tritium gazeux, difficile à stocker), plus souvent présent sous forme d'eau tritiée ou de solide tritié ; les déchets tritiés solides des petits producteurs pourraient bientôt être entreposés sur les installations prévues pour les déchets d’ITER.

### Déchets du démantèlement des installations nucléaires
Le démantèlement d’une centrale nucléaire produit 80 % de déchets « conventionnels » et 20 % de déchets radioactifs qui, pour la grande majorité, sont des déchets TFA. Le reste représente essentiellement des déchets FMA-VC.[réf. nécessaire]
Les matériaux constitutifs des installations nucléaires subissent des irradiations neutroniques prolongées, qui génèrent des produits d'activation par capture neutronique.
Du fait de cette activation neutronique, les matériaux constituant des installations nucléaires peuvent devenir plus ou moins radioactifs. Cette radioactivité induite dépend du flux neutronique auquel a été soumis le matériau, et des nucléides présents dans ces matériaux, à l'état de constituants ou de traces. C'est d'ailleurs pour cette raison que les matériaux employés dans la construction d'une centrale nucléaire font l'objet de spécifications sévères relatives à la composition et à la pureté du matériau.
Les déchets de démantèlement sont généralement de très faible activité (déchets TFA), soit qu'ils n'aient en réalité pas été irradiés, soit que cette irradiation n'ait eu que des conséquences marginales. L'activation neutronique n'est réellement importante qu'à proximité du réacteur nucléaire proprement dit. Elle concerne en premier lieu la cuve du réacteur, et de manière secondaire les tuyauteries, générateurs de vapeur, pompes primaires et auxiliaires adjacents à la cuve.
Les cuves de réacteurs nucléaires relèvent typiquement des déchets « faible et moyenne activité - vie courte » (FMA-VC), du fait que l'activation neutronique ne conduit qu'à des radioactivités de demi-vie compatible avec une gestion historique des déchets (demi-vie de l'ordre de la dizaine d'années au plus). Ces cuves doivent être isolées et protégées (typiquement, par un ennoyage en béton), mais à une échelle millénaire, on suppose que leur radioactivité n'est plus susceptible de poser un problème au regard de la santé publique.

### Déchets de la recherche
De nombreux laboratoires de recherche utilisent ou produisent des radionucléides, qu'ils doivent ensuite gérer en tant que déchets. Les accélérateurs de particules par exemple génèrent des radionucléides (émetteurs alpha, beta ou gamma ou des émetteurs de rayons X de faible énergie, dits radionucléides difficile-a-mesurer (DTM), à la suite des interactions entre particules accélérées avec la matière et/ou avec les structures environnantes. Une thèse récente (2017) a ainsi étudié les radionucléides de plus de 1 000 m3 de déchets radioactifs du CERN.

### Déchets du secteur médical
Les déchets radioactifs générés dans le secteur médical contiennent des radionucléides en général de courtes périodes issues des activités de médecine nucléaire in vivo (scintigraphies et radiothérapie métabolique) et in vitro (radio-immunologie). Parmi ces radionucléides, on trouve le technétium 99 m (6 heures), le fluor 18 (2 heures), l'iode 123 (13,2 heures), l'iode 131 (8 jours), le thallium 201 (3 jours)... Réglementairement parlant, les déchets contenant ces radionucléides peuvent être gérés par décroissance puisque leurs périodes sont inférieures à 100 jours. Il faut respecter une durée de décroissance d'au moins 10 fois la période de chaque radionucléide.
On trouve encore, mais de manière plus marginale, certains radionucléides de périodes supérieures à 100 jours, utilisés pour la radio-immunologie ou la recherche biomédicale, comme le tritium (12,3 ans) ou le carbone 14 (5 730 ans). Les activités mises en œuvre sont très modérées par rapport aux activités in vivo (de l'ordre d'une dizaine à quelques centaines de kilobecquerels), mais la réglementation en vigueur prévoit une évacuation des déchets par l'Agence Nationale des Déchets Radioactifs (ANDRA).
Il faut distinguer les déchets radioactifs solides et les effluents radioactifs liquides ou gazeux. Pour la première catégorie, les services de médecine nucléaire doivent prévoir un local de capacité suffisante pour la gestion par décroissance. Outre le tri obligatoire par périodes le plus en amont possible (par exemple: (fluor 18 - technétium 99 m - autres isotopes) et la séparation de ces déchets dans le local, il peut être intéressant de séparer également les collecteurs à aiguilles usagées des autres déchets solides, ces derniers contenant en général des activités moindres, entraînant ainsi une évacuation plus rapide dans le circuit des déchets classiques.
En dehors de la mise en œuvre d'iode 131, la production d'aérosols radioactifs reste marginale dans un service de médecine nucléaire. Elle se limite souvent aux examens de ventilation pulmonaire utilisant du technétium 99 m. Dans ce cas, la ventilation doit être réalisée dans un local adapté, en dépression, sans brassage d'air, et muni d'un système d'aspiration adapté aux dimensions du local (hotte ou cône d'aspiration). Les effluents radioactifs liquides sont principalement issus des opérations de nettoyage du matériel de la radiopharmacie (protège-flacons, protège-seringues, pinces...) et du traitement d'éventuels incidents de contamination surfacique ou des mains des travailleurs. Les services de médecine nucléaire doivent ainsi être équipés d'éviers actifs, relié à un système de deux cuves tampons fonctionnant alternativement en remplissage et en décroissance. Il est recommandé de doubler systématiquement chaque évier actif avec un évier inactif relié au réseau sanitaire classique afin d'éviter un taux de remplissage trop important des cuves. Avant vidange d'une cuve, une analyse par spectrométrie gamma est nécessaire pour vérifier que l'activité volumique contenu dans la cuve est inférieure à la limite fixée par voie réglementaire (10 Bq/L). Il est également nécessaire de disposer de toilettes reliées à une fosse septique « chaude », permettant de bénéficier d'une décroissance partielle combinée à une forte dilution. Le dimensionnement de cette fosse septique est de 2 m3 pour un passage de 25 patients par jour.
On notera que la mise en œuvre d'acte de thérapie métabolique par l'iode 131 avec des activités supérieures à 740 MBq nécessite l'hospitalisation des patients en chambres protégées. Dans ce cas, les toilettes, les éviers et les douches présentes dans les chambres doivent être reliés à un système de cuves tampons dédiées, séparées de celles de la médecine nucléaire, et de capacités suffisantes étant donné la période plus longue de l'iode 131 (8 jours). Le seuil réglementaire pour la vidange dans le réseau sanitaire classique est de 100 Bq/L.

## Modes de gestion
Plusieurs modes de gestion des déchets radioactifs liquides et solides sont mis en œuvre (selon la nature des déchets, mais aussi selon les stratégies nationales et moyens techniques disponibles).
Le déchet est préparé, par exemple déshydraté, stabilisé (vitrifié, fondu ou ennoyé dans une matrice solide) et enfermé en bidons ou conteneurs spéciaux, selon sa dangerosité. Des études portent sur la résistance dans le temps des contenants, mais aussi des matériaux vitrifiés ou de résines polyépoxydes d'enrobage (« réseaux epoxy-amine ») exposés à un rayonnement ionisant interne. Ce rayonnement peut fragiliser le matériau, notamment via l'oxydation par l'air (radio-oxydation) et/ou lors du contact avec l'eau à la suite d'une modification des caractéristiques de diffusivité, capillarité, dureté et/ou solubilité du matériau.
Vient ensuite le stade du stockage et de la surveillance pour lesquels aux États-Unis, en Suisse et en France, la loi a évolué en imposant la réversibilité. Au Canada et au Japon, ce sont les gouvernements qui ont récemment revu leur doctrine pour aussi y intégrer le principe de réversibilité des choix techniques, et des choix politiques (ce qui signifie que même en profondeur, un déchet devrait pouvoir être contrôlé et déplacé) pour notamment laisser ouvert le processus décisionnel pour les décideurs et citoyens du futur. En Suède et Finlande, ce sont les exploitants nucléaires eux-mêmes qui ont fait ce choix. Au Royaume-Uni, le débat est encore en cours.
Différents procédés existent, ont été bannis ou sont en développement tel que le traitement du combustible nucléaire usé, l'entreposage nucléaire, le Stockage des déchets radioactifs en surface, ou encore l'Immersion de déchets radioactifs.

## Éléments historiques et divers

### Réacteurs naturels d'Oklo
Les réacteurs nucléaires naturels d'Oklo, au Gabon, ont fonctionné naturellement pendant des milliers d'années, et ont produit des éléments radioactifs semblables à ceux que l'on trouve dans le combustible irradié (transuraniens, produits de fission notamment).
Les produits de fission et les actinides produits au cours du fonctionnement de ces réacteurs naturels sont pratiquement restés à la même place durant plusieurs centaines de millions d'années et ce, malgré le climat équatorial et les variations de la nappe phréatique. On peut ainsi présumer qu'un site de stockage géologique bien choisi assure un confinement correct à long terme.
Il faut néanmoins remarquer qu'il s'agit là d'une simple hypothèse. Il semble difficile d'assumer que tous les sites de stockage des déchets de plusieurs centaines de centrales nucléaires de par le monde seront tous situés dans des zones géologiquement stables pour des milliers voire des millions d'années.

## Recyclage du combustible et prospectives
La valorisation du combustible usagé à la suite de la production électronucléaire peut être étudiée. Il importe en effet de ne pas confondre déchet et combustible irradié.

### Présentation
Les combustibles déchargés des réacteurs électrogènes ne peuvent être intégralement considérés comme des déchets puisque :
- de l'uranium est encore contenu dans ces combustibles usés en grande quantité (principalement de l'uranium 238 mais il y a aussi de l'uranium 235 et de l'uranium 236) ;
- ainsi que du plutonium formé au cours du fonctionnement du réacteur (principalement du plutonium 239 mais aussi 240 et 241), au moment du transfert en piscine du combustible il y a davantage de plutonium formé que d'uranium 235 restant.

Dans certains pays, tout ou partie des matières valorisables sont récupérées dans les usines de traitement du combustible usé. Dans ce cas, seuls les éléments non-valorisables (produits de fission et actinides mineurs) sont considérés a priori comme déchets.
En l'état actuel des techniques seule une proportion assez faible de matière valorisable est ainsi récupérée ; par exemple en France à partir de sept éléments combustibles fabriqués à partir d'uranium naturel et déchargés des centrales REP on fabrique un nouvel élément combustible de type MOX (mélange d'oxydes d'uranium (238 majoritairement) et de plutonium (239 majoritairement)
Les réacteurs à neutrons rapides de quatrième génération ou les réacteurs pilotés par accélérateur pourront rendre les noyaux énergétiquement inexploités (essentiellement les noyaux dits fertiles - comme l'uranium-238) fissiles (comme le plutonium-239) et donc exploitables. Ainsi la plus grande partie de l'uranium naturel pourra être fissionné en réacteur alors même que sans la mise en œuvre de ces réacteurs seule une proportion voisine de 1,2 à 1,3 % le serait (soit donc grossièrement une valeur un peu inférieure au double de la teneur naturelle en uranium 235).
Le facteur multiplicatif ainsi apporté par les réacteurs de quatrième génération, par rapport aux actuels réacteurs à eau, est de l'ordre de 30 à 50. Ce rapport est inférieur au facteur 140 correspondant à la proportion d'uranium 235 dans l'uranium naturel pour les trois raisons majeures suivantes :
- d'une part même sans la mise en œuvre des réacteurs de la quatrième génération une bonne quantité de plutonium formé dans les réacteurs à eau actuels peut être fissionnée comme évoqué ci-dessus (c'est ce qu'on appelle le combustible MOX = Mélange d'OXydes) ce qui permet d'atteindre les 1,2 à 1,3 % d'uranium fissionné et non pas seulement 0,7 % ;
- d'autre part le fonctionnement des réacteurs conduit à partir de l'uranium issu de la mine (238 et 238) à la formation par capture neutronique de gros atomes non commodément utilisables directement: soit donc les actinides mineurs qui dégradent un peu le bilan ;
- d'autre part le cycle du combustible avec des retraitements successifs conduit fatalement à des pertes d'uranium et/ou de plutonium qui se trouvent mélangés aux déchets destinés à la vitrification, il n'est donc pas possible d'espérer fissionner l'intégralité des atomes d'uranium extraits du minerai en l'état actuel des technologies.

### Prospective à long terme
Une tendance pourrait être, dans un contexte incertain de crise économique, écologique et climatique de chercher à limiter la durée de vie des déchets. Mais ceci demande d'alors gérer une radioactivité croissante « Parce que l'on voudrait remplacer des isotopes radioactifs à vie longue, donc très peu radioactifs, par des isotopes radioactifs à vie courte, donc très radioactifs ».
À long terme, un facteur multiplicatif, vraisemblablement encore supérieur au facteur 30 à 50 que procure la mise en œuvre des réacteurs de quatrième génération peut être espéré avec les réacteurs de 4e génération+ (RN4+ ou cinquième génération RN5) mais dans l'état actuel des développements il ne peut être raisonnablement estimé : tout dépendra des techniques adoptées, par exemple si l'on recourt à une onde de combustion nucléaire en première étape ou, en 2e étape, à un réacteur à sels fondus, véritable usine de retraitement itératif et d'exploitation intégrée (donc potentiellement sans pertes). La remarque fondamentale et réitérée de M. De[réf. incomplète] est qu'à l'aide de ces techniques nous aurons nettement moins de soucis de combustible à moyen terme, que nous pourrons réutiliser très longtemps celui que nous avons déjà, sans en racheter d'autre, sans générer un kilogramme de déchets nucléaires supplémentaires. À l'aide d'une usine de retraitement et exploitation de RN4+, on pourra d'ailleurs faire en sorte de ne plus produire le moindre déchet final de demi-vie supérieure à quelques siècles ou même décennies. Il est donc nécessaire que dans le cadre du traité Forum International Génération IV les experts veuillent bien continuer la réflexion sur les réacteurs du futur.
En attendant que les experts poursuivent leurs réflexions et leurs travaux, la grande majorité des déchets n'est pas valorisée et reste stockée en surface. Rappelons la période radioactive de quelques isotopes :
| isotope   | isotope | période                   |
| --------- | ------- | ------------------------- |
| iode      | 131I    | 8,0207 jours              |
| césium    | 134Cs   | 2,0648 ans                |
| krypton   | 85Kr    | 10,76 ans                 |
| tritium   | 3H      | 12,32 ans                 |
| strontium | 90Sr    | 28,78 ans                 |
| césium    | 137Cs   | 30,15 ans                 |
| carbone   | 14C     | 5 730 ans                 |
| plutonium | 239Pu   | 24 110 ans                |
| iode      | 129I    | 15,7 millions d'années    |
| plutonium | 244Pu   | 80,8 millions d'années    |
| uranium   | 235U    | 703,8 millions d'années   |
| uranium   | 238U    | 4,4688 milliards d'années |
| thorium   | 232Th   | 14,05 milliards d'années  |

#### Bases de données et dictionnaires
- Ressource relative à la santé :   - Medical Subject Headings
- Ressource relative à la recherche :   - JSTOR
- Notices dans des dictionnaires ou encyclopédies généralistes :   - Britannica
  - Den Store Danske Encyklopædi
  - Gran Enciclopèdia Catalana
  - Store norske leksikon
  - Universalis
- Notices d'autorité :   - BnF (données)
  - LCCN
  - GND
  - Japon
  - Israël
  - Tchéquie